# Список Героев Советского Союза — участников боёв у озера Хасан
Список Героев Советского Союза — участников боёв у озера Хасан — перечень военнослужащих ВС СССР, удостоенных высшей степени отличия СССР.
В списке представлены Герои Советского Союза, получившие звание за подвиги, совершенные в ходе боевых действий у озера Хасан 29 июля — 11 августа 1938 года. За участие в этих боях звание присваивалось только однажды — согласно Указу Президиума Верховного Совета СССР «О присвоении звания Героя Советского Союза командирам, политработникам, врачам и красноармейцам Рабоче-крестьянской Красной армии» от 25 октября 1938 года. Этим указом звание Героя Советского Союза было присвоено 26 бойцам и командирам с формулировкой «за образцовое выполнение боевых заданий и геройство, проявленные при обороне района озера Хасан». Это первый указ, по которому Героями Советского Союза стали военнослужащие пограничных войск, инженерных войск, медицинской службы.

## Список
| № п/п | Дата присвоения звания         | Ф. И. О                        | Воинское звание       | Воинская должность | Дата рождения | Дата смерти | Краткое описание боевых заслуг и дальнейшей судьбы |
| ----- | ------------------------------ | ------------------------------ | --------------------- | --- | ------------- | ----------- | --- |
| 1     | указ от 25.10.1938             | Баринов, Николай Михайлович    | младший командир      | помощник командира стрелкового взвода 95-го стрелкового полка 32-й стрелковой дивизии                                   | 24.03.1914    | 25.02.1983  | Отличился в штыковых боях 6 и 10 августа, лично уничтожив несколько японских солдат. Был ранен, но остался в бою. В годы Великой Отечественной войны служил инструктором в авиационном училище. С 1946 года капитан Баринов — в отставке. |
| 2     | указ от 25.10.1938             | Батаршин, Гильфан Абубекерович | командир отделения    | командир отделения маневренной группы 59-го Посьетского пограничного отряда Дальневосточного пограничного округа.       | 01.01.1914    | 11.12.1947  | Во главе отделения пограничников отражал многочисленные атаки японцев. Прикрывал огнём отход товарищей, вынес на себе тяжелораненого командира. В Великой Отечественной войне командовал батальоном пограничников. Майор А. Батаршин погиб в авиакатастрофе. |
| 3     | указ от 25.10.1938             | Бочкарёв, Михаил Степанович    | капитан               | командир батальона 95-го стрелкового полка 32-й стрелковой дивизии                                                      | 01.08.1904    | 20.10.1974  | Водил батальон в 6 атак, дважды был ранен. Батальон выбил японцев с сопок Заозёрная и Безымянная. В начале Великой Отечественной войны командовал полком, в июле 1941 года тяжело ранен и затем был начальником военных училищ. С 1954 года полковник М. С. Бочкарёв — в отставке. |
| 4     | указ от 25.10.1938             | Бегоулев, Борис Петрович       | военврач 2-го ранга   | начальник медицинской службы 120-го стрелкового полка 40-й стрелковой дивизии                                           | 25.10.1905    | 08.07.1969  | Организовал вынос раненых из-под огня, лично вынес большое количество бойцов. Был ранен в бою. В советско-финской и в Великой Отечественной войнах был начальником госпиталей. С 1957 года полковник медицинской службы Б. П. Бегоулев — в запас. |
| 5     | указ от 25.10.1938             | Бамбуров, Сергей Никонорович   | заместитель политрука | Политрук роты 65-го стрелкового полка 32-й стрелковой дивизии                                                           | 23.09.1914    | 06.02.1945  | В ночь на 7 августа в одиночку вёл рукопашный бой против группы японских солдат, был ранен, но сумел прорваться к своим. В Великой Отечественной войне командовал полком. Подполковник С. Н. Бамбуров погиб в бою. |
| 6     | указ от 25.10.1938 (посмертно) | Боровиков, Андрей Евстигнеевич | старший лейтенант     | штурман бомбардировщика 59-й авиационной эскадрильи                                                                     | 20.02.1912    | 06.08.1938  | Выбросившись из подбитого самолёта на парашюте, на земле был обнаружен и окружён японцами. Отказался сдаваться в плен и погиб в бою. |
| 7     | указ от 25.10.1938 (посмертно) | Виневитин, Василий Михайлович  | лейтенант             | начальник инженерной службы Посьетского погранотряда Дальневосточного пограничного округа                               | 25.04.1913    | 01.08.1938  | В первый день конфликта возглавил группу пограничников и отбивал атаки японцев. Был ранен, сбежал из госпиталя и вернулся в строй. Трагически погиб: возвращаясь с разведки нейтральной полосы, застрелен часовым. |
| 8     | указ от 25.10.1938             | Винокуров, Вячеслав Петрович   | лейтенант             | командир танкового взвода 303-го отдельного танкового батальона 32-й стрелковой дивизии                                 | 07.12.1913    | 30.11.1942  | В бою 6 августа 1938 года первым ворвался на японские позиции. Когда танк был поражён артиллерией, с уцелевшим членом экипажа вдвоём 27 часов вёл оборону подбитого танка, затем с боем прорвался к своим и вынес на себе раненого подчинённого. В советско-финской войне тяжело ранен (ампутирована нога), но вернулся в строй. В Великой Отечественной войне командовал танковой бригадой. Подполковник В. П. Винокуров погиб в бою. |
| 9     | указ от 25.10.1938             | Гуденко, Сергей Гаврилович     | красноармеец          | пулемётчик 120-го стрелкового полка 40-й стрелковой дивизии                                                             | 25.09.1915    | 23.06.1941  | При штурме высоты Заозёрная 7 августа первым ворвался на японские позиции и поддерживал огнём наступавшую пехоту, несмотря на своё ранение и гибель расчёта. В Великой Отечественной войне командовал гарнизоном дота Владимир-Волынского укрепрайона, погиб в бою смертью храбрых. |
| 10    | указ от 25.10.1938 (посмертно) | Гвоздев, Иван Владимирович     | политрук              | заместитель начальника политотдела 40-й стрелковой дивизии                                                              | 11.01.1908    | 07.08.1938  | Неоднократно водил красноармейцев в атаки, проявляя личное мужество. Уничтожил несколько огневых точек и солдат противника. Погиб в бою. |
| 11    | указ от 25.10.1938 (посмертно) | Корнев, Григорий Семёнович     | младший командир      | командир танка 118-го стрелкового полка 40-й стрелковой дивизии                                                         | 1913          | 31.07.1938  | Экипаж танка уничтожил несколько огневых точек. Прорвавшись на японские позиции, вёл бой в окружении до израсходования боеприпасов. Экипаж отказался сдаваться в плен и был сожжён вместе с танком. |
| 12    | указ от 25.10.1938 (посмертно) | Колесников, Григорий Яковлевич | красноармеец          | заряжающий орудия танка 118-го стрелкового полка 40-й стрелковой дивизии                                                | 1914          | 31.07.1938  | В составе экипажа танка Г. С. Корнева уничтожил несколько огневых точек. Прорвавшись на японские позиции, вёл бой в окружении до израсходования боеприпасов. Экипаж отказался сдаваться в плен и был сожжён вместе с танком. |
| 13    | указ от 25.10.1938             | Левченко, Дорофей Тимофеевич   | старший лейтенант     | командир роты 119-го стрелкового полка 40-й стрелковой дивизии                                                          | 25.10.1911    | 15.08.1941  | В первый день конфликта во главе роты первым прибыл на помощь пограничникам и отбил сопку Безымянную, затем оборонял её, отбив несколько контратак. Несколько раз ранен в бою. В рукопашной схватке уничтожил 7 японских солдат. В Великой Отечественной войны исполнял обязанности командира стрелкового полка. Погиб в бою. |
| 14    | указ от 25.10.1938             | Лазарев, Иван Романович        | лейтенант             | Командир огневого взвода 53-го отдельного истребительно-противотанкового дивизиона 40-й стрелковой дивизии              | 12.12.1908    | 24.09.1941  | При попытке выбить японцев с сопок Безымянная и Заозёрная, выдвинул орудия на прямую наводку и поддерживал атаку. Заменил погибший расчёт и вёл огонь. В Великой Отечественной войны командовал артиллерийским противотанковым полком, умер от ран в госпитале. |
| 15    | указ от 25.10.1938 (посмертно) | Махалин, Алексей Ефимович      | лейтенант             | начальник пограничной заставы «Пакшикори» Посьетского погранотряда Дальневосточного пограничного округа                 | 17.03.1908    | 29.07.1938  | В первый день конфликта вступил в бой с превосходящими силами японцев, руководил обороной погранзаставы, подготовил прорыв из окружения. Погиб при прорыве. |
| 16    | указ от 25.10.1938             | Мошляк, Иван Никонович         | лейтенант             | секретарь партийного бюро 118-го стрелкового полка 40-й стрелковой дивизии.                                             | 15.10.1907    | 22.04.1981  | При штурме сопки Заозёрная 8 августа первым ворвался на неё. Будучи ранен в голову, остался в бою и заменил убитого командира батальона. В Великой Отечественной войне командовал стрелковым полком и стрелковой дивизией. С 1968 года генерал-майор И. Н. Мошляк — в отставке. |
| 17    | указ от 25.10.1938             | Провалов, Константин Иванович  | капитан               | командир 120-го стрелкового полка 40-й стрелковой дивизии                                                               | 11.06.1906    | 10.12.1981  | Руководил штурмом высоты Заозёрная. В бою был дважды ранен, но остался в строю до завершения выполнения боевой задачи. В Великой Отечественной войне командовал стрелковой дивизией и стрелковым корпусом. С 1973 года генерал-полковник К. И. Провалов — в Группе генеральных инспекторов. |
| 18    | указ от 25.10.1938 (посмертно) | Пушкарёв, Константин Иванович  | младший командир      | механик-водитель танка 118-го стрелкового полка 40-й стрелковой дивизии                                                 | 07.05.1915    | 31.07.1938  | В составе экипажа танка Г. С. Корнева уничтожил несколько огневых точек. Прорвавшись на японские позиции, вёл бой в окружении до израсходования боеприпасов. Экипаж отказался сдаваться в плен и был сожжён вместе с танком. |
| 19    | указ от 25.10.1938 (посмертно) | Пожарский, Иван Алексеевич     | старший политрук      | военный комиссар 5-го отдельного разведывательного батальона 40-й стрелковой дивизии                                    | 27.08.1905    | 07.08.1938  | При штурме высоты Заозёрная был ранен, но остался в строю. Трижды поднимал бойцов в атаку. Погиб в этом бою. |
| 20    | указ от 25.10.1938             | Раков, Василий Сергеевич       | младший командир      | командир сапёрного отделения 23-го отдельного сапёрного батальона 40-й стрелковой дивизии.                              | 01.01.1914    | 26.06.2001  | При штурме высоты Заозёрная 6-7 августа был ранен, но остался в строю. Одним из первых ворвался в японские траншеи. Был контужен, но остался в бою и отличился при отражении японской контратаки. В советско-японской войне 1945 года — заместитель командира сапёрного батальона. С 1961 года майор В. С. Раков — в запасе. |
| 21    | указ от 25.10.1938 (посмертно) | Рассоха, Семён Николаевич      | младший командир      | Механик-водитель танка 303-го отдельного танкового батальона 32-й стрелковой дивизии                                    | 1914          | 06.08.1938  | Прорвался в составе экипажа танка лейтенанта В. П. Винокурова в глубину вражеской обороны, нанёс большой урон противнику. Погиб в бою. |
| 22    | указ от 25.10.1938             | Терёшкин, Пётр Фёдорович       | лейтенант             | начальник пограничной заставы «Подгорная» Посьетского погранотряда Дальневосточного пограничного округа                 | 01.07.1907    | 25.06.1968  | Руководил обороной заставы, несмотря на несколько ранений. Многократно проявлял мужество в бою. Участник Великой Отечественной войны. С 1954 года полковник П. Ф. Терешкин — в запасе. |
| 23    | указ от 25.10.1938             | Тимаков, Александр Иванович    | младший командир      | командир танка 2-й механизированной бригады                                                                             | 05.09.1915    | 21.01.1977  | Отличился в бою 6 августа, лично уничтожив японское орудие. Когда танк был подбит, несколько часов вёл оборону из танка, затем с снятым танковым пулемётом прикрыл отход оставшихся в живых членом своего экипажа и экипажей других подбитых танков. В годы Великой Отечественной войны командовал танковым батальоном, был тяжело ранен. С 1948 года майор А. Тимаков — в запасе.                                                     |
| 24    | указ от 25.10.1938             | Чернопятко, Иван Давидович     | младший комвзвод      | командир отделения маневренной группы 59-го Посьетского пограничного отряда Дальневосточного пограничного округа войск. | 11.09.1914    | 11.12.1947  | 4 раза ходил в разведку, нанёс большой урон противнику. В бою 31 июля заменил погибшего командира, сам был дважды ранен, но не покинул поле боя. Подразделение под его командованием отбило 11 атак. В Великой Отечественной войне служил в пограничных войсках в Забайкалье и в Закавказье. Майор И. Д. Чернопятко погиб в авиакатастрофе.                                                                                            |
| 25    | указ от 25.10.1938             | Чуйков, Егор Сергеевич         | красноармеец          | стрелок 95-го стрелкового полка 32-й стрелковой дивизии                                                                 | 1915          | 18.05.1963  | 5 раз ходил в атаки, был ранен, но остался в бою. Спас жизнь раненому командиру роты. В советско-японской войне 1945 году участвовал заместителем командира батальона по политической части. После войны капитан Е. С. Чуйков — в запасе. |
| 26    | указ от 25.10.1938             | Ягудин, Керим Мусякович        | красноармеец          | пулемётчик 120-го стрелкового полка 32-й стрелковой дивизии                                                             | 08.1915       | 20.08.1944  | Проявил отвагу в боях, принял на себя командование отделением. При штурме высоты Заозёрная 7 августа одним из первых прорвался к рубежу озера Хасан, занял оборону и удерживал рубеж до подхода батальона. В Великой Отечественной войне командовал артиллерийскими батареями и дивизионом. Гвардии капитан К. М. Ягудин умер от ран в госпитале.                                                                                      |

## Статистическая информация
Из 26 награждённых по родам и видам войск они распределялись:
- 20 человек — Сухопутные войска СССР, в том числе
  - 7 общевойсковых командиров и бойцов,
  - 6 танкистов,
  - 4 политработника,
  - 1 артиллерист,
  - 1 сапёр,
  - 1 военный врач;
- 5 человек — Пограничные войска СССР;
- 1 человек — Военно-воздушные силы СССР.

Судьба Героев Хасанского конфликта сложилась так:
- 9 человек получили это звание посмертно,
- 6 человек погибли на фронтах Великой Отечественной войны,
- 2 человека погибли в авиакатастрофе (причём оба — Батаршин и Чернопятко — в одной).